# Saison 2003-2004 de la Celtic League
Navigation
Celtic League 2002-2003 Celtic League 2004-2005
La saison 2003-2004 de la Celtic League est la troisième édition de la compétition. Les équipes galloises sont désormais concentrées en 5 franchises : les Cardiff Blues, les Celtic Warriors, les Llanelli Scarlets, les Neath-Swansea Ospreys et les Newport Gwent Dragons et la ligue devient le seul championnat entièrement professionnel dans les trois pays. La compétition se déroule du 5 septembre 2003 au 14 mai 2004 selon un championnat avec des matchs aller-retour où chaque équipe rencontre tous ses adversaires deux fois. La province en tête du classement à l'issue la dernière journée de compétition est déclarée championne.
Les Llanelli Scarlets terminent à la première place du classement et deviennent la première équipe galloise à remporter le trophée après les victoires des Irlandais du Leinster et du Munster lors des deux premières éditions.

## Les équipes
| Franchises irlandaises - Connacht - Leinster - Munster - Ulster | Franchises écossaises - The Borders - Édimbourg Rugby - Glasgow Rugby | Franchises galloises - Cardiff Blues - Celtic Warriors - Newport Gwent Dragons - Llanelli Scarlets - Neath-Swansea Ospreys |

## Classements
| Rang | Franchise             | J  | V  | N | D  | Bo | Bd | Pm  | Pe  | Diff | Pts |
| ---- | --------------------- | -- | -- | - | -- | -- | -- | --- | --- | ---- | --- |
| 1    | Llanelli Scarlets     | 22 | 16 | 1 | 5  | 7  | 3  | 597 | 385 | +212 | 76  |
| 2    | Ulster                | 22 | 15 | 0 | 7  | 8  | 4  | 617 | 363 | +254 | 72  |
| 3    | Newport Gwent Dragons | 22 | 16 | 0 | 6  | 7  | 1  | 590 | 449 | +141 | 72  |
| 4    | Celtic Warriors       | 22 | 14 | 0 | 8  | 5  | 4  | 560 | 451 | +109 | 65  |
| 5    | Neath-Swansea Ospreys | 22 | 11 | 1 | 10 | 5  | 4  | 582 | 512 | +70  | 55  |
| 6    | Cardiff Blues         | 22 | 11 | 0 | 11 | 7  | 3  | 570 | 467 | +103 | 54  |
| 7    | Munster (T)           | 22 | 10 | 0 | 12 | 6  | 5  | 422 | 456 | -34  | 51  |
| 8    | Leinster              | 22 | 9  | 1 | 12 | 4  | 5  | 523 | 580 | -57  | 47  |
| 9    | Connacht              | 22 | 8  | 2 | 12 | 5  | 3  | 479 | 550 | -71  | 44  |
| 10   | Édimbourg Rugby       | 22 | 9  | 0 | 13 | 6  | 2  | 454 | 622 | -168 | 44  |
| 11   | Glasgow Rugby         | 22 | 6  | 1 | 15 | 3  | 3  | 442 | 614 | -172 | 32  |
| 12   | The Borders           | 22 | 4  | 0 | 18 | 1  | 5  | 363 | 750 | -387 | 22  |

|  | Vainqueur de la compétition (no 1) |
|  | T : Tenant du titre 2003           |

Attribution des points : victoire : 4, match nul : 2, défaite : 0 ; plus les bonus (offensif : 4 essais marqués ; défensif : défaite par 7 points d'écart maximum).
Règles de classement : 1. Nombre de victoires ; 2.différence de points ; 3. nombre d'essais marqués ; 4. nombre de points marqués ; 5. différence d'essais ; 6. rencontre supplémentaire si la première place est concernée sinon nombre de cartons rouges, puis jaunes.

## Résultats

### Tableau synthétique des résultats
L'équipe qui reçoit est indiquée dans la colonne de gauche.
| Clubs                 | BOR   | CAR   | CEL   | CON   | DRA   | EDI   | GLA   | LLA   | LEI   | MUN   | OSP   | ULS   |
| --------------------- | ----- | ----- | ----- | ----- | ----- | ----- | ----- | ----- | ----- | ----- | ----- | ----- |
| The Borders           |       | 22-20 | 12-49 | 40-29 | 15-38 | 24-10 | 11-15 | 8-41  | 21-26 | 10-18 | 22-16 | 15-19 |
| Cardiff Blues         | 59-13 |       | 10-26 | 33-17 | 13-25 | 55-22 | 29-19 | 0-6   | 22-3  | 60-14 | 43-6  | 19-15 |
| Celtic Warriors       | 29-24 | 30-26 |       | 40-17 | 19-12 | 19-30 | 29-23 | 16-15 | 29-22 | 29-25 | 22-32 | 0-28  |
| Connacht              | 42-19 | 18-21 | 3-20  |       | 14-32 | 11-3  | 28-28 | 20-25 | 35-24 | 0-3   | 24-21 | 31-20 |
| Newport Gwent Dragons | 54-10 | 48-25 | 20-18 | 28-19 |       | 34-22 | 27-5  | 15-9  | 35-14 | 29-6  | 29-19 | 27-19 |
| Édimbourg Rugby       | 53-7  | 10-50 | 19-30 | 17-32 | 14-19 |       | 19-17 | 25-16 | 40-34 | 20-9  | 31-35 | 3-41  |
| Glasgow Rugby         | 26-25 | 23-13 | 19-44 | 19-30 | 48-20 | 16-25 |       | 18-31 | 10-31 | 12-37 | 34-31 | 27-25 |
| Llanelli Scarlets     | 36-20 | 35-20 | 27-22 | 33-33 | 35-11 | 47-12 | 36-26 |       | 51-20 | 37-20 | 28-15 | 23-16 |
| Leinster              | 35-12 | 18-22 | 16-37 | 21-6  | 56-39 | 30-33 | 31-30 | 31-20 |       | 8-15  | 16-16 | 32-30 |
| Munster               | 29-21 | 31-10 | 22-21 | 39-10 | 6-16  | 17-28 | 26-10 | 12-19 | 24-13 |       | 15-18 | 15-16 |
| Neath-Swansea Ospreys | 60-7  | 34-13 | 23-11 | 22-33 | 26-14 | 42-18 | 33-11 | 15-18 | 25-36 | 33-26 |       | 41-30 |
| Ulster                | 46-5  | 32-7  | 26-20 | 42-27 | 37-18 | 37-0  | 33-6  | 10-9  | 28-6  | 36-13 | 31-19 |       |

|  | Victoire à domicile |  | Match nul |  | Défaite à domicile |

### Détail des résultats
Les points marqués par chaque équipe sont inscrits dans les colonnes centrales (3-4) alors que les essais marqués sont donnés dans les colonnes latérales (1-6). Les points de bonus sont symbolisés par une bordure bleue pour les bonus offensifs (quatre essais ou plus marqués), orange pour les bonus défensifs (défaite avec au plus sept points d'écart), rouge si les deux bonus sont cumulés. 